# Sandra Lee
Sandra Lee Christiansen, née le 3 juillet 1966 à Santa Monica en Californie,, est une auteure et scénariste de télévision américaine. 
Elle est connue pour son concept de cuisine « Quasi fait maison », que Lee décrit comme utilisant 70 % de produits préemballés et 30 % d'articles frais. En tant que compagne du gouverneur Andrew Cuomo, elle a été par conséquent première dame de l'État de New York de 2011 à 2019, lorsque le couple a mis fin à leur relation.

## Biographie

### Enfance
Sandra Lee Christiansen est née à Santa Monica en Californie. Elle est la fille de Vicky et Wayne Christiansen. Sa mère à l'âge de ses deux ans la place ainsi que sa jeune sœur Cindy chez sa grand-mère paternelle, Lorraine. En 1972, ses parents divorcent ; leur mère se remarie, les déplaçant à Sumner (Washington). À ses 11 ans, sa mère divorce pour la deuxième fois. Lee, à cette époque, a trois frères et sœurs supplémentaires, Kimmy, Richie et Johnny. À 15 ans, alors qu'elle est battue par sa mère, elle emménage avec son petit ami, Duane. Le 30 juin 1982, elle part pour le Wisconsin vivre avec son père et sa petite amie. 
Elle est diplômée de l'école secondaire d'Onalaska (Wisconsin), et fréquente ensuite l'Université de Wisconsin-La Crosse. Elle est élevée comme adventiste du septième jour. Plus tard sa famille devient Témoin de Jéhovah.
En décembre, lors de sa 3e année de secondaire, elle quitte l'école pour vivre près de sa famille à Malibu (Californie). Plus tard, elle suit un cours récréatif de deux semaines au Cordon Bleu à Ottawa, qu'elle n'a pas terminé.
Au début des années 1990, Lee créé un produit appelé Sandra Lee Kraft Kurtains, un outil de décoration qui utilise une grille métallique et des draps ou des échantillons de tissu pour créer des rideaux décoratifs. Le produit est vendu via des infopublicités à la télévision. Le réseau de téléachat QVC l'embauche ; au cours de ses 18 premiers mois sur la chaîne, Lee vend pour 20 millions de dollars de produits.
Semi-Homemade Cooking with Sandra Lee est créée sur Food Network en 2003. Chaque épisode contient un élément d'artisanat, dans lequel Lee décore la table en accord avec le thème du repas préparé. Elle les appelle des tablescapes (composition de table). La deuxième série de Lee, Sandra's Money Saving Meals, commence le 10 mai 2009 sur la même chaîne. Elle publie 25 livres, dont Semi-Homemade: Cool Kids Cooking (octobre 2006) et un mémoire, Made From Scratch, publié en novembre 2007. En 2009, elle publie un magazine basé sur son émission, Sandra Lee Semi-Homemade.
En 2012, elle remporte le prix Daytime Emmy.
Toujours en 2012, elle lance un nouveau magazine mensuel sur le style de vie en partenariat avec TV Guide. Elle joue également dans deux nouvelles émissions : Sandra's Restaurant Remakes et Sandra Lee's Taverns, Lounges & Clubs.  

## Critiques
Lorsque le Seattle Post-Intelligencer publie un article sur le livre de cuisine de Lee, Semi-Homemade Cooking, qui critique à la fois sa recette et son concept Quasi-fait maison, l'auteur de la revue reçoit une réponse plus passionnée qu'il ne l'attendait. Cependant, un certain nombre de lecteurs étaient en désaccord avec la tribune. Un lecteur écrit : « Beaucoup de gens ne veulent pas prendre le temps de couper une botte de carottes mais veulent un bon repas ».
Kurt Soller, compare dans le Newsweek, l'impact de Lee sur la cuisine avec celui de Julia Child à la télévision, affirmant que malgré la différence entre l'émission de Lee et les méthodes de Child, les deux femmes ont rempli une niche qui n'avait pas encore été explorée.

### Vie privée
De 2001 à 2005, elle est mariée au philanthrope et PDG de KB Home Bruce Karatz pour lequel elle se convertit au judaïsme. À l'automne 2005, Lee noue une relation avec Andrew Cuomo, qui devient gouverneur de New York en 2011 et qui fait par conséquent de Lee la première dame de l'État. Les deux maisons sont partagées à Chappaqua et Poughkeepsie. Le 25 septembre 2019, le couple annonce la fin de leur relation.

### Cancer
Lee annonce le 12 mai 2015 qu'elle a reçu un diagnostic de cancer du sein à un stade précoce. À ce moment-là, elle a subi une tumorectomie et doit subir une double mastectomie plus tard dans la semaine. Le Gouverneur Cuomo prend du temps pour être avec elle pendant et après l'opération. Le 12 octobre 2015, elle est transportée d'urgence à l'hôpital en raison d'une accumulation de liquide, qui semblerait être une complication de son rétablissement, et est surveillée de près au cours des prochains jours. Cuomo assistait à un concert de Billy Joel au Nassau Coliseum, mais il le quitte pour la rejoindre à l'hôpital. Lee n'a plus de cancer depuis la mi-2016.

## Prix
- 2012 : Prix Daytime Emmy pour Cuisine quasi-fait maison avec Sandra Lee[9]